# Zach Veach

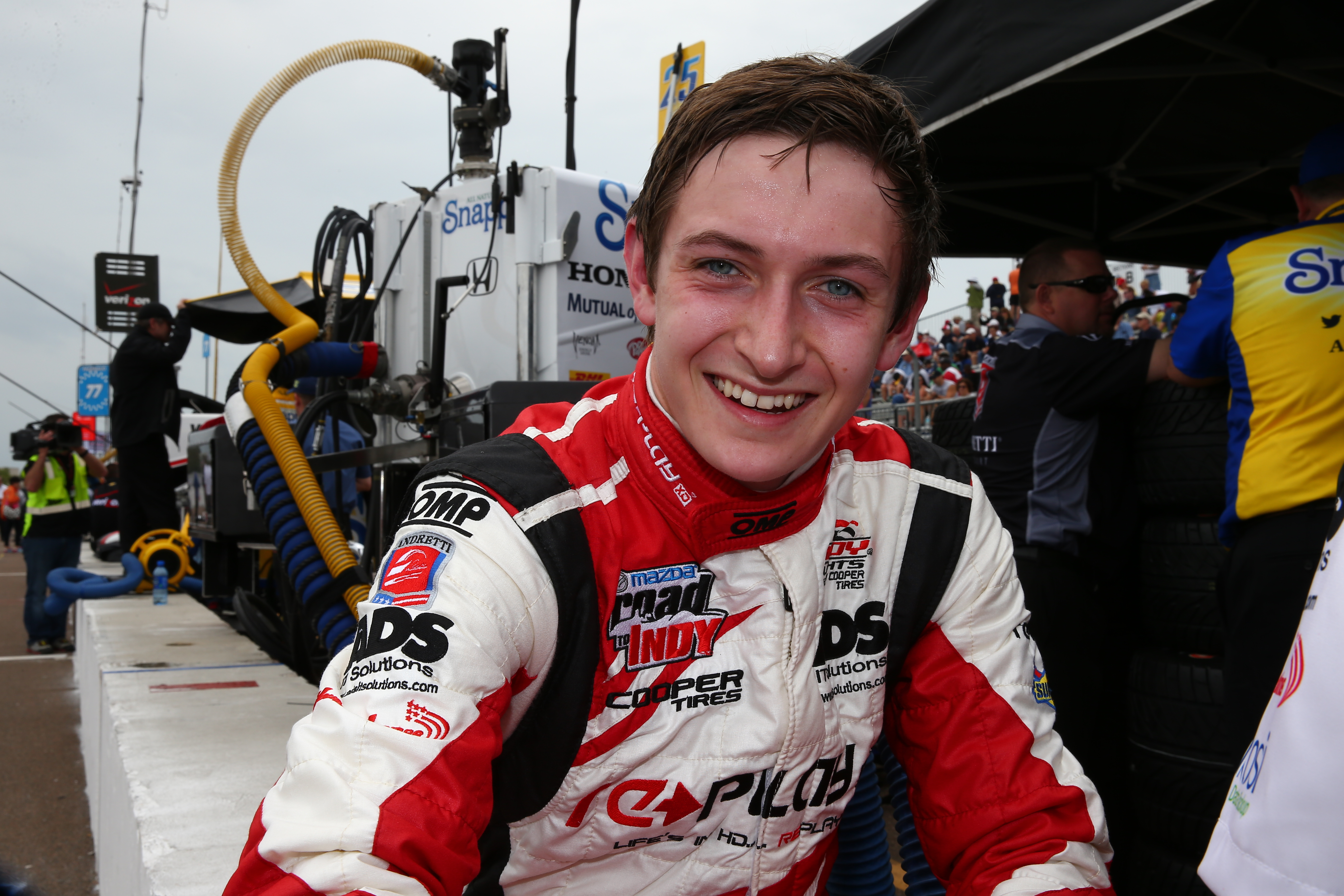
Zach Veach in 2014.

Zach Veach (Stockdale, Ohio, 9 december 1994) is een Amerikaans autocoureur. Naast zijn autosportactiviteiten is hij de nationale woordvoerder voor FocusDriven, een organisatie die zich inzet op het beëindigen van het afgeleid rijden.

## Carrière
Veach begon zijn autosportcarrière op twaalfjarige leeftijd toen hij ontdekt werd door IndyCar Series-teameigenaar Sarah Fishers vader Dave. Binnen 19 maanden maakte hij vanuit het karting de overstap naar het formuleracing in een Formule BMW-test. Aan het eind van 2009 werd hij bevestigd om deel te nemen aan het Atlantic Championship voor het team Jensen MotorSport, maar in maart 2010 werd bekend dat het kampioenschap niet gehouden ging worden. In plaats hiervan maakte hij vanaf het tweede raceweekend op de Lucas Oil Raceway at Indianapolis zijn debuut in de U.S. F2000 voor Andretti Autosport. Hij behaalde drie podiumplaatsen en eindigde alle races in de top 10, waardoor hij als vijfde in het kampioenschap eindigde met 189 punten.
In januari 2011 won Veach de U.S. F2000 Winterfest, het winterkampioenschap van de U.S. F2000 gehouden in Florida. Hij won twee races en behaalde nog twee tweede plaatsen in vijf races, waarmee hij met vijf punten voorsprong op Andretti-teamgenoot Spencer Pigot de titel won. Hierna nam hij opnieuw deel aan het hoofdkampioenschap voor Andretti. Hij won zijn eerste race in de seizoensopener op de Sebring International Raceway en met vier andere podiumplaatsen werd hij achter Petri Suvanto, Spencer Pigot en Wayne Boyd vierde in het kampioenschap met 223 punten. Aan het eind van dat jaar maakte Veach zijn debuut in het Star Mazda Championship als gastrijder voor Andretti tijdens de raceweekenden op de Infineon Raceway en Laguna Seca, waarbij hij in de laatste race direct als derde eindigde.
In 2012 maakte Veach de fulltime over stap naar het Star Mazda Championship, waarin hij blijft rijden voor Andretti. Hij behaalde twee podiumplaatsen op de Lucas Oil Raceway at Indianapolis en het Stratencircuit Toronto en werd tiende in de eindstand met 199 punten.
In 2013 maakte Veach de overstap naar de Indy Lights, waarin hij zijn samenwerking met Andretti voortzet. Op de Milwaukee Mile stond hij op het podium en reed de meeste ronden aan de leiding, terwijl hij op de Auto Club Speedway de pole position behaalde. Mede hierdoor werd hij zevende in het kampioenschap met 333 punten.
In 2014 bleef Veach voor Andretti in de Indy Lights rijden. Hij won de eerste race op het Stratencircuit Saint Petersburg en voegde hier op het Barber Motorsports Park en de Milwaukee Mile nog twee overwinningen aan toe. Uiteindelijk werd hij achter Gabby Chaves en Jack Harvey derde in de eindstand met 520 punten.
Nadat hij geen zitje had in 2015, keert Veach in 2016 terug in de Indy Lights, waarin hij voor Belardi Auto Racing uitkomt.